# Neusa Amato
Neusa Amato (Campos dos Goytacazes, 29 de agosto de 1926 – Rio de Janeiro, 2 de maio de 2015), foi uma física brasileira, uma das pioneiras no estudo de física de partículas no Brasil. 

## Biografia
Filha de Salim Margem e Sumaia Faquer, ambos de origem libanesa, Neusa nasceu em Campos dos Goytacazes, no norte do estado do Rio de Janeiro, em 1926, mas mudou-se para a capital com um mês de vida.
Estudou na atual Escola Municipal Rivadávia Corrêa. Em casa, Neusa não tinha incentivo para os estudos. Seus pais acreditavam que mulher tinha que se preocupar em casar. Contrariando seus pais, prestes a terminar os estudos secundários, começou a trabalhar. Um de seus professores de física no colégio, Plínio Sussekind Rocha, ao saber que a aplicada aluna largaria os estudos para ter que trabalhar, a convenceu a prestar o vestibular para a Faculdade Nacional de Filosofia (FNFi), da Universidade do Brasil, hoje a Universidade Federal do Rio de Janeiro. Plínio deu aulas de graça durante as férias para auxiliar seus alunos interessados no curso. 
Neusa foi aprovada e obteve o bacharelado em 1945, licenciando-se em 1946. Começou a dar aulas de física no Colégio Assunção e no Colégio de Aplicação da Universidade do Brasil. Entretanto, seu desejo era partir para a pesquisa, tendo se destacado ainda na graduação. Então, César Lattes a convidou para trabalhar no Centro Brasileiro de Pesquisas Físicas, criado em 1949, com a participação de Lattes e os grandes pioneiros da física no Brasil, como José Leite Lopes e Jayme Tiomno .
Como era pesquisadora voluntária, continuou lecionando em escolas até 1951, quando foi contratada pelo CBPF em tempo integral. Um ano antes, publicou junto de Elisa Frota Pessoa, o primeiro artigo do CBPF, "Sobre a desintegração do méson pesado positivo", nos Anais da Academia Brasileira de Ciências, que publicava resultados que apoiavam, experimentalmente, a teoria "V-A" das interações fracas.
Em 1967 foi iniciada colaboração Brasil-Japão, iniciativa de César Lattes e Hideki Yukawa para estudar as interações produzidas pelos raios cósmicos usando emulsões nucleares expostas no Monte Chaclataya, na Bolívia . Neusa dedicou-se a estudar os rios cósmicos de altas energias durante toda sua carreira no CBPF, de 1950 a 1996. Foi a responsável pelo Laboratório de Emulsões Nucleares do CBPF e pela colaboração Brasil-Japão, no Rio de Janeiro durante várias décadas.

## Aposentadoria e morte
Aposentou-se compulsoriamente em 1996, com mais de 100 trabalhos publicados. Neusa foi casada com Gaetano Amato e teve dois filhos. Sua filha Sandra Amato é também física, professora do IF-UFRJ.
Neusa faleceu em 2 de maio de 2015, aos 88 anos.